# Trendkleur
Een trendkleur is een term uit de ontwerp- en modewereld.
Voor verschillende producten, mode en huisinterieur, maar ook voor allerlei andere zaken wordt van tijd tot tijd een bepaalde kleur als trend aangemerkt. Veel mensen dragen dan kleding in deze kleur of richten er bijvoorbeeld hun huis mee in. Een trendkleur kan per jaar of jaargetijde verschillen maar kan soms ook over langere periodes gelden. Zo was er duidelijke trend in de jaren 70 en begin jaren 80 van de twintigste eeuw met de kleuren oranje en groen, dat terug te zien was in kleding, producten en huisinrichtingen. Trends kunnen ingegeven zijn door een voorlopende onderstroming van de consument, zogenoemde trendsetters, alsook door de makers en verkopers van de producten.